# Salmama I
Salmama I (m. 1210) foi um maí (rei) do Império de Canem da dinastia sefaua que governou de 1182 a 1210. Era sucessor de Abedalá I (r. 1140–1166), seu pai, e sua mãe pertencia aos dabiris. Casou-se com Magomi Dalaua, filha do irmão de Abedalá I com quem teve seu filho e sucessor Dunama II (r. 1210–1248). Sob seu reinado, o Império de Canem foi expandido.